# Roseaplagis artizona
Roseaplagis artizona is een slakkensoort uit de familie van de Trochidae. De wetenschappelijke naam van de soort is voor het eerst geldig gepubliceerd in 1853 door A. Adams als Cantharidus artizona.